# Bedford megye (Pennsylvania)
Bedford megye az Amerikai Egyesült Államokban, azon belül Pennsylvania államban található. Megyeszékhelye Bedford, legnagyobb városa Bedford. Lakosainak száma 47 577 fő (2020. április 1.). Bedford megye Blair, Huntingdon, Fulton, Allegany, Somerset és Cambria megyékkel határos.

## Népesség
A megye népességének változása:
| Lakosok száma | 49 741 | 49 411 | 49 354 | 49 055 | 48 586 | 47 577 |
|               | 2010   | 2011   | 2012   | 2013   | 2015   | 2020   |